# 관절

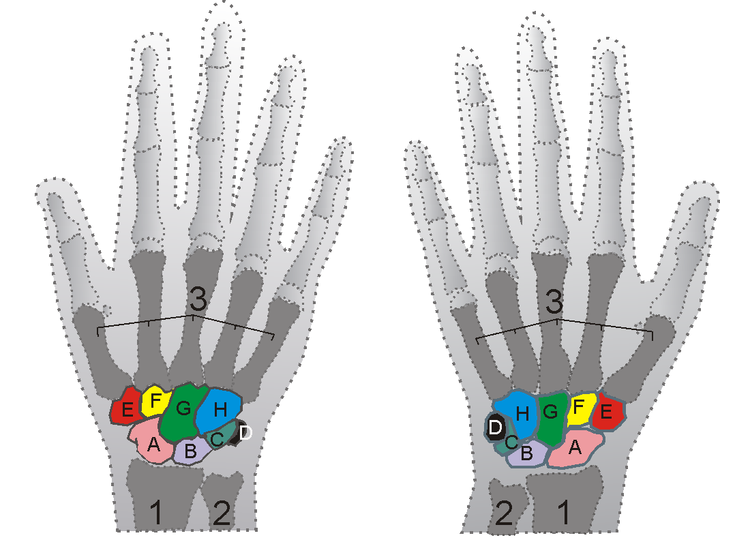
(손부위의 관절) A=scaphoid 손배뼈, 주상골, B=lunate 반달뼈, 월상골, C=triquetral bone 세모뼈(삼각골), D=pisiform distal 말단 콩알뼈, 말단두상골, E=trapezium 큰마름모뼈(대능형골), F=trapezoid bone 작은마름뼈, G=capitate bone 알머리뼈, H=hamate bone 갈고리뼈, 1=노뼈, 2=자뼈, 3=metacarpal 손허리(뼈),중수골

관절(중국어: 關節, 문화어: 뼈마디, 영어: joint 또는 articulation)은 2개 이상의 뼈가 서로 맞닿아 연결되어 있는 곳을 말한다. 가동 범위에 의해 분류할 수 있다. 가동 범위는 관절두(頭)와 관절와(窩) 형태에 의해 정해진다.

## 가동범위에 따른 분류
- 부동관절 - 뇌를 감싸는 두개골이나 폐와 심장을 감싸고 있는 갈비뼈 등에서 보여진다. 섬유관절이나 연골관절로 뼈들이 연결되며 움직임이 거의 또는 아주 없다.[1]
- 가동관절 -윤활관절을 갖는 2개이상의 뼈들이 만나 움직이는 가동범위를 갖는다.

## 운동축
운동축에 따라 다음과 같이 분류할 수 있다.
- 무축성 관절 - 평면관절
- 1축성 관절 - 경첩관절, 중쇠관절
- 2축성 관절 - 타원관절, 안장관절
- 다축성 관절 - 절구관절

## 가동관절의 종류

### 평면 관절
평면관절(Plane joint)은 관절두·관절와 모두 평면으로 되어 있어 그 면에서 미끄러져 움직이는 관절이다. 기하학적인 평면보다는 곡면으로 되어 있다. 척추 추골 사이에 있는 추간 관절이 여기에 속한다. 그 밖에 수근골(手根骨)이나 족근골(足根骨) 사이의 관절도 평면 관절이지만 가동 범위는 좁다.

### 구(球)관절
경첩 관절의 축이 하나인 데 대해, 구관절(절구관절, ball-and-socket joint)은 무한개의 축 주위에 운동이 가능한 관절이다. 어깨 관절·고(股)관절·가운데손마디 관절·가운데발마디 관절 등이 있다.

### 경첩 관절
경첩 관절(Hinge joint)은 1축 관절이라고도 하며, 하나의 축 주위의 제한된 회전 운동만이 가능하다. 엄밀하게 말하면 팔꿈치 관절 속의 완척(腕尺) 관절뿐이지만 다른 방향으로의 가동성이 극히 제한되어 있기 때문에 실제로는 하나의 축 주위의 운동이 주가 되는 것으로 보는 경우가 많다. 턱관절·팔꿈치 및 무릎관절·거퇴(距腿) 관절·손마디관절 등은 거의 경첩 관절로도 볼 수 있다.

### 중쇠 관절
팔꿈치 관절 가운데 완요(腕橈) 관절과 근위 요척(近位橈尺) 관절과 손목의 원위(遠位) 요척 관절은 축을 중심으로 관절이 회전하는 운동을 하는 중쇠관절(Pivot joint)이다.

### 타원 관절
타원관절(Ellipsoidal joint)은 머리와 목뼈사이의 두골과 제1경골과의 관절이나 요골과 수근골의 손목 관절처럼 관절면이 타원체로 되어 있기 때문에 그 긴 축 주위의 운동을 주로 하면서도 짧은 축 주위의 운동도 가능하기 때문에 2축 관절 또는 장원관절이라고도 한다. 손마디관절도 형태적으로는 여기에 속하지만 짧은 축 주위의 운동은 힘줄이나 인대의 방해를 받아 거의 불가능하다.

### 안장 관절
손목이나 거퇴 관절은 말등에 얹는 안장 같은 모양을 하고 있어 안(鞍)관절(Saddle joint)이라고도 한다. 이것도 형태상으로는 2축 관절이지만 제2축 주위의 운동은 극히 좁은 범위에 한정되어 있다.

## 부동관절
머리뼈나 흉골 그리고 쇄골 등의 관절은 특별한 형태를 하고 있다.

## 관절의 가동 범위

대략적인 관절 영역

관절에서 두 뼈의 가동성은 서로 인접하는 골단의 형태에 의해 제한되지만 실제 관절의 움직임에는 여기에 덧붙여 제약이 있다.
1. 관절 인대에 의한 제한
2. 근육 부착 방법에 의한 제한
3. 근육 수축에 의한 제한 등

위의 제한 때문에 가동 범위가 현저하게 좁아진다. 먼저 인대에는 가소성과 탄력성이 없기 때문에 길이 이상으로 뻗을 수 없다. 따라서 길이나 방향이 가동 한계를 형성한다. 근육도 부착 방법에 따라서는 뼈의 운동을 방해하기도 한다. 그리고 관절에 붙어 있는 근육이 어떤 상태에 있는지에 따라서도 가동성은 제한을 받는다. 특히 대항근(對抗筋)은 반대 운동을 일으키는 근육이 동시에 수축하면 관절은 고정되어 버리며, 운동은 전혀 일어나지 않는다. 경련을 일으켰을 때 이 상태가 된다.

## 인체 가동관절의 부위
- 견관절
- 완관절
- 고관절
- 슬관절
- 수근관절
- 족관절
- 척추관절

## 윤활관절운동
|                                                          |
| 어깨 관절에서의 관절의 기능적 움직임 - 원운동의 가용범위 |

운동에 대한 해부학 용어에서 
- 휘돌림(원형운동 Circumduction)
- 돌림(회전 Rotation) 또는 활주운동(미끄러짐)
- 굽힘과 폄 (Flexion , Extension) 또는 모음과 벌림 (Adduction,Abduction)

을 보여주고있다. 
관절의 움직임은 관절의 구조적 기능상 원운동의 전체 또는 일부를 기반으로하는 회전을 한다.

## 같이 보기
- 인체 뼈 목록
- 인체 골격근 목록

## 참고
- 대한정형외과학회-관절부위분류
- 한국교육학술정보원-근육계통,관절계통
- (KMLE)